# 格羅托島
格羅托島（英語：Grotto Island）是南極洲的島嶼，屬於威廉群島中阿根廷群島的一部分，長1公里，處於加林德斯島以北0.2公里，在1935年由英國探險隊繪入地圖，現時由南極條約體系管理。